# Vluchthaven (autoverkeer)
Een vluchthaven is een langs de rijbaan van een autoweg of autosnelweg gelegen weggedeelte dat in geval van nood gebruikt mag worden en dient middels een doorgetrokken streep van de rijbaan te zijn afgescheiden.
De vluchthaven kan (onder andere) worden aangegeven met bord L14 (vluchthaven) of L15 (vluchthaven met noodtelefoon en brandblusapparaat), maar die is niet noodzakelijk; ook met andere of zelfs zonder borden kan sprake zijn van een vluchthaven.
Gebruik van de vluchthaven is, evenals bij de vluchtstrook, verboden als er geen sprake is van nood.